# Caldimicrobium
Caldimicrobium es un género de bacterias gramnegativas de la familia Thermodesulfobacteriaceae. Fue descrito en el año 2009. Su etimología hace referencia a habitante de lugares calientes. Son bacterias termófilas extremas, anaerobias estrictas, quimiolitoautótrofas y móviles. Utilizan hidrógeno y azufre. Se han aislado de fuentes termales terrestres.  

## Taxonomía
Actualmente existen 2 especies descritas:
- Caldimicrobium rimae
- Caldimicrobium thiodismutans